# Gioakim Nguyễn Xuân Thinh
Gioakim Nguyễn Xuân Thinh (sinh năm 1973) là một giám mục gốc Việt Nam, được bổ nhiệm làm Giám mục phụ tá Melbourne, Úc.
Sinh và theo học chương trình tại Sài Gòn, Việt Nam, cậu Nguyễn Xuân Thinh di cư đến định cư tại Úc vào năm 1985, theo học trường Công giáo tại Preston, thuộc Tổng giáo phận Melbourne. Cậu tốt nghiệp văn bằng Cử nhân Kỹ thuật Xây dưng vào năm 1995, trước khi theo học chủng viện miền Corpus Christi từ năm 1999 đến năm 2006.
Chủng sinh Nguyễn Xuân Thinh được truyền chức linh mục vào tháng 9 năm 2006, sau đó lần lượt quản nhiệm các giáo xứ tại Deer Park, Fitzroy và Bennettswood. Ông cũng từng là Giáo sư, tuyên uý, formator cho các chủng viện cũng như đại học. Linh mục Thinh có hai văn bằng Thạc sĩ và Thần học và Nghệ Thuật Tâm linh.
Ngày 8 tháng 11 năm 2024, Giáo hoàng bổ nhiệm linh mục Nguyễn Xuân Thinh đảm nhận chức Giám mục Phụ tá Tổng giáo phận Melbourne, Australia. Ông là giám mục gốc Việt Nam thứ hai từng đảm nhận chức vụ này. Lễ tấn phong cho giám mục Tân cử dự kiến được cử hành vào ngày 1 tháng 2 năm 2025 tại Nhà thờ chính toà Thánh Patrick, Tổng giáo phận Melbourne.

## Thân thế và thiếu thời
Gioakim Nguyễn Xuân Thinh sinh ngày 3 tháng 1 năm 1973 tại Sài Gòn, thuộc giáo xứ Chợ Đũi, Tổng Giáo phận Sài Gòn. Thân phụ là ông Nguyễn Xuân Hạng và thân mẫu là bà Nguyễn Thị Côi (họ gốc là họ Phạm). Gia đình có 13 người con, gồm 9 nam và 4 nữ, trong đó cậu Thinh là người con nhỏ tuổi thứ ba (con thứ 11); một trong số anh chị em ruột còn có linh mục Gioakim Nguyễn Xuân Tiến S.S.C., đang mục vụ tại Nhật Bản.
Sau khi hoàn tất chương trình Tiểu học tại trường Kết Đoàn, Sài Gòn, cậu bé Thinh di cư sang Úc, vào năm 1985, ở tuổi 13. Sau khi cùng gia đình vượt biên bằng đường biển, cậu bé Thinh theo học tại Redden Catholic College, Preston, thuộc địa phận Tổng giáo phận Melbourne.Cậu đã tốt nghiệp văn bằng Cử nhân Kỹ thuật Xây dựng (1995) và Chứng chỉ Thiết kế Ánh sáng, Đại học Victoria.

## Thời kỳ Linh mục
Cậu Thinh theo học chủng viện miền Corpus Christi College kể từ năm 1999, và sau đó được phong chức phó tế cho Tổng giáo phận Melbourne vào ngày 8 tháng 10 năm 2005. Gần một năm sau ngày nhận chức phó tế, Phó tế Gioakim Thinh được truyền chức linh mục vào ngày 16 tháng 9 năm 2006. Nghi thức truyền chức đã được cử hành tại Nhà thờ chính tòa Thánh Patrick, Melbourne bởi Tổng giám mục Denis Hart.
Sau khi trở thành linh mục, linh mục Xuân Thinh đã đảm nhận các chức vụ: chánh xứ giáo xứ tại Deer Park (năm 2006), quản trị viên và linh mục chính xứ tại Fitzroy (hai năm 2009 và 2010). Sau đó ông đảm nhận vai trò linh mục giáo sư [Chủng viện] Corpus Christi (vào năm 2013), tuyên úy tại Đại học Melbourne (năm 2018), linh mục giáo xứ tại Bennettswood (năm 2020), và cuối cùng là điều phối viên Văn phòng về Đời sống và Mục Vụ của hàng Giáo sĩ (kể từ năm 2022). Linh mục Thinh cũng từng là Tuyên úy cho Văn phòng Giới Trẻ Tổng Giáo phận Meolbourne và formator (linh mục đào tạo chủng sinh) tại chủng viện miền Corpus Christi College và trợ lý Điều hành về Ơn gọi Tổng giáo phận.
Linh mục Gioakim Nguyễn Xuân Thinh có hai văn bằng Thạc sĩ về Thần học và Nghệ Thuật Tâm linh (Arts in Spirituality).

## Thời kỳ Giám mục
Ngày 8 tháng 11 năm 2024, Giáo hoàng Phanxicô loan tin bổ nhiệm linh mục Nguyễn Xuân Thinh làm Giám mục phụ tá Tổng giáo phận Melbourne, Úc. Cùng được bổ nhiệm giữ chức giám mục phụ tá Melbourne trong cùng ngày còn có linh mục Rene Ramirez, R.C.I., gốc Philippines. Cuộc bổ nhiệm xảy đến trong bối cảnh Tổng giáo phận Melbourne, lớn nhất châu Đại Dương đã phải chờ đợi rất lâu để có đủ số giám mục phụ tá, theo Tổng giám mục Tổng giáo phận Melbourne Peter Comensoli. Giám mục tân cử Nguyễn Xuân Thinh cho biết ông choáng ngợp vì sức nặng của [nhiệm vụ giám mục] và trách nhiệm của chức vụ này. Giám mục Tân cử Gioakim cho rằng câu Thánh Kinh Mátthêu chương 14 câu 27: Hãy yên tâm. Thầy đây, đừng sợ! đã ban sức mạnh cho ông trả lời có trước đề nghị cho chức giám mục.
Tổng giáo phận Melbourne từng là nơi có một giám mục phụ tá gốc Việt, Giám mục Vinh Sơn Nguyễn Văn Long, từ năm 2011 đến năm 2016. Tính đến năm 2021, Tổng giáo phận Melbourne quản lý khoảng 1.040.000 giáo dân.
Ngày tấn phong cho giám mục Tân cử Nguyễn Xuân Thinh được ấn định vào ngày 1 tháng 2 năm 2025 tại Nhà thờ chính tòa Thánh Patrick, Melbourne, Australia.